# Bashkia e Bilishtit
Bashkia e Bilishtit är en kommun i Albanien.   Den ligger i prefekturen Qarku i Korçës, i den östra delen av landet, 120 kilometer sydost om huvudstaden Tirana.
Trakten runt Bashkia e Bilishtit består till största delen av jordbruksmark.  Runt Bashkia e Bilishtit är det glesbefolkat, med 17 invånare per kvadratkilometer.